# Fjällberget
Der Fjällberget ist ein 466 möh. hoher Berg in Mittelschweden. Er liegt in der schwedischen Provinz Dalarnas län und gehört zur Ortschaft Grängesberg in der Gemeinde Ludvika. Auf seinem Gipfel stehen fünf Windräder, wobei der Bau von bis zu 15 oder 20 Stück geplant ist. Der Fjällberget gilt zudem als höchster Berg der historischen Provinz Västmanland.